# Welliton de Moraes Coimbra
Welliton de Moraes Coimbra (nacido el 10 de noviembre de 1984) es un futbolista brasileño que se desempeña como delantero.
Jugó para clubes como el Guarani, Corinthians Alagoano, CRB, Sagan Tosu, Cuiabá y Luverdense.

## Trayectoria

### Clubes
| Club                 | País           | Año         |
| -------------------- | -------------- | ----------- |
| Gurupi               | Brasil         | 2004        |
| Tocantinópolis       | Brasil         | 2005        |
| América              | Brasil         | 2006        |
| Guarani              | Brasil         | 2007        |
| Legião               | Brasil         | 2007 - 2008 |
| Corinthians Alagoano | Brasil         | 2008        |
| CSA                  | Brasil         | 2008        |
| CRB                  | Brasil         | 2008        |
| Sagan Tosu           | Japón          | 2009        |
| Guaratinguetá        | Brasil         | 2010        |
| Metropolitano        | Brasil         | 2010        |
| Shanghai Shenxin     | China          | 2011        |
| Cuiabá               | Brasil         | 2011        |
| Sagan Tosu           | Japón          | 2012        |
| Luverdense           | Brasil         | 2013        |
| CRB                  | Brasil         | 2013        |
| Metropolitano        | Brasil         | 2014        |
| Aparecidense         | Brasil         | 2014        |
| Luverdense           | Brasil         | 2015        |
| Najran SC            | Arabia Saudita | 2016        |